# Sialang Panjang
Sialang Panjang is een bestuurslaag in het regentschap Indragiri Hilir van de provincie Riau, Indonesië. Sialang Panjang telt 2321 inwoners (volkstelling 2010).